# Primo ministro dello Stato di Palestina
Il Primo ministro dello Stato di Palestina (in arabo رئيس وزراء دولة فلسطين‎?) è il capo del governo dello Stato di Palestina. In precedenza era denominata in Primo ministro dell'Autorità Nazionale Palestinese, fino alla riforma del 2013.
Viene nominato dal Presidente della Palestina dopo le elezioni del Consiglio legislativo palestinese.

## Elenco
| Immagine                                                                                      | Titolare          | Partito      | Mandato                        |
| --------------------------------------------------------------------------------------------- | ----------------- | ------------ | ------------------------------ |
| Carica istituita (ex Primo ministro dell'Autorità Nazionale Palestinese) (dal 6 gennaio 2013) |                   |              |                                |
|                                                                                               | Salam Fayyad      | La Terza Via | 6 gennaio 2013 - 6 giugno 2013 |
|                                                                                               | Rami Hamdallah    | Indipendente | 6 giugno 2013 - 14 aprile 2019 |
|                                                                                               | Mohammad Shtayyeh | Fatah        | 14 aprile 2019 - 31 marzo 2024 |
|                                                                                               | Mohammad Mustafa  | Indipendente | 31 marzo 2024 - in carica      |